# Jürgen Treutler

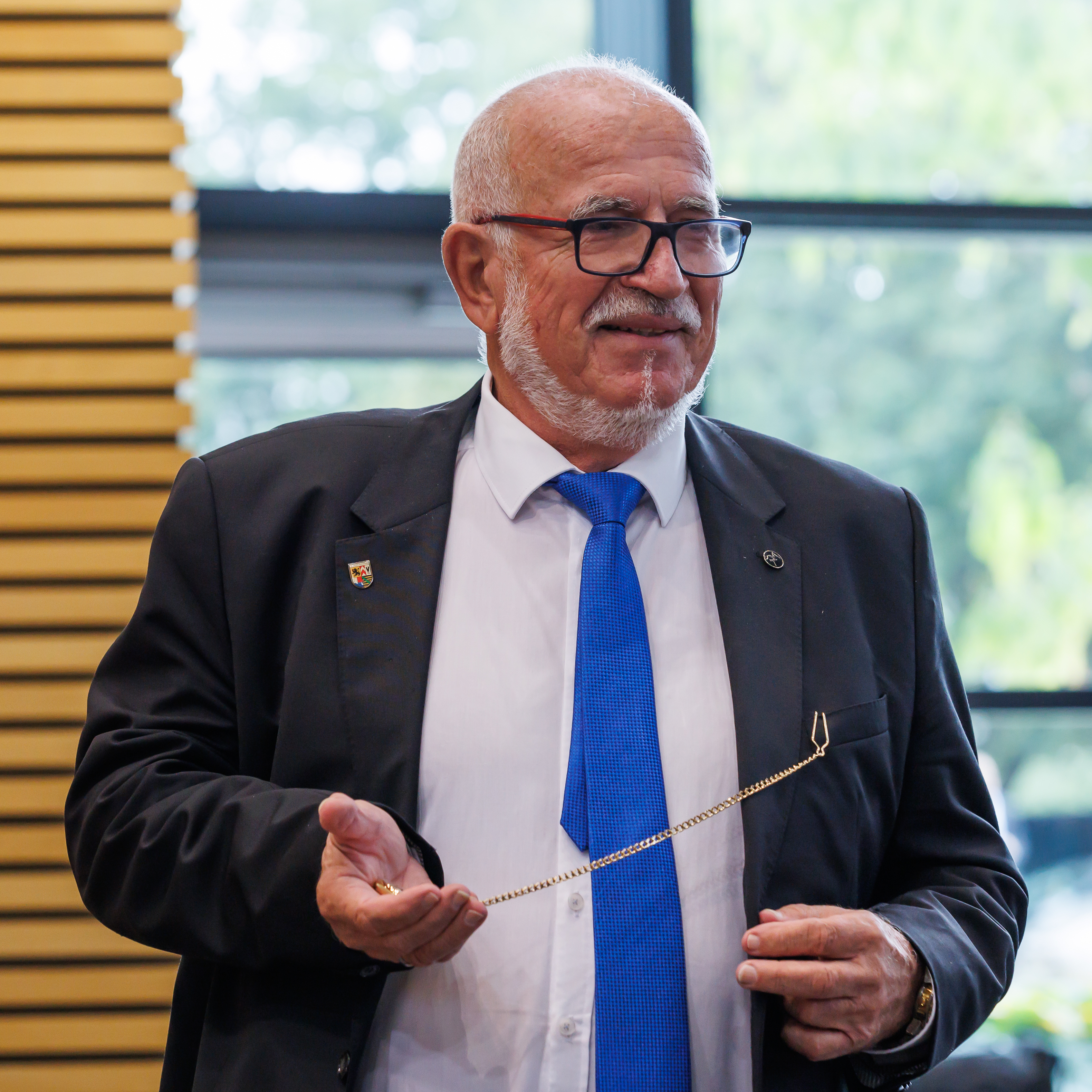
Jürgen Treutler (2024)

Heinz Jürgen Treutler (* 19. März 1951 in Silberstraße) ist ein deutscher Politiker (AfD).

## Biografie
Treutler besuchte von 1957 bis 1960 die Grundschule in Silberstraße und anschließend bis 1967 die Polytechnische Oberschule in Wilkau-Haßlau. Von 1967 bis 1970 schloss sich eine Berufsausbildung zum Gasmonteur mit Abitur in Glauchau an. Das Studium an der Technischen Hochschule Karl-Marx-Stadt (heute Chemnitz) schloss Treutler als Diplom-Ingenieur für Angewandte Mechanik Sektion Maschinenbau ab.
Nach dem Studium arbeitete Treutler beim VEB Wärmeanlagenbau Berlin in dessen Zweigbetrieb in Zwickau als Entwurfsingenieur und Objektleiter im Rahmen einer Tätigkeit als Generalauftragnehmer, von 1985 bis zur Wiedervereinigung war er Hauptenergetiker im Kombinat NKW Ludwigsfelde, Betrieb Zwickauer Eisenwerk. Danach arbeitete Treutler 13 Jahre als Betriebsleiter der Stadtwerke Neustadt bei Coburg und von 2003 bis 2018, und damit über seine Verrentung am 1. September 2016 hinaus, bei der SüdWasser GmbH in Rehau, einem Tochterunternehmens von E.ON, als Technischer Leiter für ganz Bayern im Bereich Trinkwasser- und Bäderprojekte. 2019 wurde er in den Ruhestand verabschiedet.
Treutler lebt in Sonneberg, ist in zweiter Ehe verheiratet und Vater von insgesamt fünf erwachsenen Kindern.

## Politische Laufbahn

### Engagement für die AfD
Im Jahr 2017 trat Treutler in die AfD ein. Seit 2019 ist er Abgeordneter des Kreistags Sonneberg. 2024 wurde er wiedergewählt. Seit August 2024 ist Treutler außerdem Vorsitzender des Sonneberger Stadtrats.
Bei der Bundestagswahl 2021 kandidierte er erfolglos im Bundestagswahlkreis Suhl – Schmalkalden-Meiningen – Hildburghausen – Sonneberg für ein Direktmandat. Dagegen gewann er bei der Landtagswahl in Thüringen 2024 mit 42,6 % das Direktmandat im Wahlkreis Sonneberg I. 

### Alterspräsident des Thüringer Landtages
Als Alterspräsident leitete Treutler die konstituierende Sitzung des 8. Thüringer Landtags am 26. September 2024. Er blockierte dabei die neue Geschäftsordnung, um die Abstimmung über einen Antrag von CDU und BSW zu verhindern. Dieser sah vor, dass alle Fraktionen einen Kandidaten für das Amt des Landtagspräsidenten vorschlagen dürfen, nicht nur die stärkste Partei (in dem Fall also die AfD). Die Sitzung wurde sechsmal unterbrochen, außerdem von Zwischenrufen begleitet. Sie wurde nach mehreren Stunden für eineinhalb Tage unterbrochen, nachdem die CDU-Fraktion durch ihren parlamentarischen Geschäftsführers Andreas Bühl angekündigt hatte, den Thüringer Verfassungsgerichtshof anrufen zu wollen. Hintergrund waren unterschiedliche Auffassungen Treutlers und der Fraktion der AfD einerseits und aller anderen Fraktionen andererseits, ob Abgeordnete das Recht haben, sich vor der Wahl eines Landtagspräsidenten eine neue Geschäftsordnung zu geben. Die AfD als stärkste Fraktion hatte die aufgrund einer Täuschung der Landtagsverwaltung wegen Betrugs verurteilte Abgeordnete Wiebke Muhsal als Landtagspräsidentin vorgeschlagen.
Am späten Abend des 27. September 2024 legte der Verfassungsgerichtshof in einem Beschluss dar, dass Alterspräsident Treutler seine Kompetenzen in der ersten Landtagssitzung überschritten und die Rechte der Abgeordneten mehrfach verletzt habe. Das Parlament habe ein Selbstorganisationsrecht, das sich aus der Verfassung des Freistaats Thüringen ergebe. Die Abgeordneten dürften sich ihre Regeln (die Geschäftsordnung) selbst geben. Die Verfassung gebe dabei nicht vor, „dass die Wahl des Landtagspräsidenten noch vor dem Beschluss einer Geschäftsordnung zu erfolgen habe“. Der Jenaer Verfassungsrechtler Michael Brenner warf der AfD vor, die Sitzung instrumentalisiert zu haben, „um ein bisschen die Demokratie, die Geschäftsordnung und vielleicht auch die Thüringer Verfassung vorzuführen und die Grenzen auszutesten“.
Am 28. September 2024 wählte das Parlament den CDU-Politiker Thadäus König zum Landtagspräsidenten.